# 와부카역
와부카역(일본어: 和深駅, わぶかえき)은 일본 와카야마현 히가시무로군 구시모토정에 있는, 서일본 여객철도의 철도역이다. 기세이 본선이 지나가며, 기노쿠니 선 소속 열차들을 이용할 수 있다.

## 역 구조
지상역이다. 승강장은 단식 1면 1선, 섬식 1면 2선으로 총 2면 3선 구조이다. 1번선이 단식이고 2번선과 3번선이 섬식이며, 3번선은 양쪽 방향의 열차들이 모두 이용할 수 있으나 현재는 쓰이지 않고 있다. 1번 승강장 옆으로는 화물 적하장도 있다. 역사는 1번 승강장 쪽에 있으며, 섬식 승강장과는 과선교로 이어진다.
신구역이 관리하는 무인역이다. 자동발권기와 승차권 증명서 발행기는 없다.

### 승강장
| 1 | ■ 기노쿠니 선 | 구시모토 · 신구 방면       |
| 2 | ■ 기노쿠니 선 | 기이타나베 · 와카야마 방면 |

## 역세권 정보
- 국도 제42호선

## 역사
- 1940년 8월 8일 - 일본국유철도의 역으로 개업하였다.
- 1987년 4월 1일 - 민영화에 따라 서일본 여객철도의 소속이 되었다.

## 인접역
| 서일본 여객철도 기세이 본선 | 서일본 여객철도 기세이 본선 | 서일본 여객철도 기세이 본선 |
| --------------------------- | --------------------------- | --------------------------- |
| 다코 신구 방면              | ■ 기노쿠니 선 보통          | 에스미 와카야마 방면        |